# Estação St. George
St. George é uma estação do metrô de Toronto, localizada nas linhas Yonge-University-Spadina e Bloor-Yonge, e servindo como ponto de conexão entre as linhas. Localizada no cruzamento da Bloor Street com a St. George Street, a St. George é a segunda estação de metrô mais movimentada do sistema de metrô de Toronto, movimentando aproximadamente 230 mil passageiros por dia (atrás apenas da Estação Bloor-Yonge), a maioria dos quais utilizando a estação como ponto de conexão. A estação possui um terminal de ônibus, o que permite a conexão integrada de passageiros entre linhas de ônibus e o metrô sem a necessidade de um transfer. A estação foi assim nomeada em homenagem a Quetton St. George, um britânico nascido na França que viveu em Toronto no século XIX.